# 野田頭美穂
野田頭 美穂（のたがしら みほ、1983年8月17日 - ）は、日本の元陸上競技選手。専門は長距離走・クロスカントリー。2004年ベルギー世界クロスカントリー選手権大会日本代表、2007年モンバサ世界クロスカントリー選手権大会日本代表。元ワコール所属。青森県上北郡東北町出身。青森県立野辺地高等学校卒業。

## 経歴
- 2002年、全日本実業団対抗女子駅伝で1区を走り区間12位
- 2003年、千葉国際クロスカントリー大会に出場し5位に入賞。全日本実業団対抗女子駅伝で5区を走り区間5位
- 2004年、千葉国際クロスカントリー大会5位、福岡国際クロスカントリー大会4位に入賞。これらの成績が評価され、ベルギー世界クロスカントリー選手権大会日本代表に選出される。世界クロカンでは53位に入る健闘を見せた。全日本実業団対抗女子駅伝では4区を走り区間2位
- 2005年、ロッテルダムハーフマラソンで5位入賞。
- 2006年、第50回熊日30キロロードレースで初優勝。
- 2007年、福岡国際クロスカントリー大会で7位に入賞し、モンバサ世界クロスカントリー選手権大会日本代表に選出される。モンバサ世界クロカンでは69位に入った。